# Oberwaltersdorf
Oberwaltersdorf est une commune autrichienne du district de Baden en Basse-Autriche.